# 핸들리 페이지 H.P.42
핸들리 페이지 H.P.42는 핸들리 페이지에서 만든 4개의 프로펠러 엔진을 가진 대형 복엽 여객기로, 제국항공에서 식민지 루트에서 사용하였다. 총 8대를 만들었으며 1930년에 첫 비행을 했다. 이 기체는 제2차 세계대전이 일어나자 RAF에서 사용하였는데 이 기체는 1940년에 전쟁중에 1대를 제외한 나머지는 추락하거나 적에 의해서 파괴되고 남은 1대도 결국 폐기처분되어서 지금은 1대도 남아있지 않다.

## 같이 보기
- 드 하빌랜드 91 알바트로스
- 빅커스 벌컨